# Культурный центр Испании в Гватемале
Культурный центр Испании в Гватемале (исп. Centro Cultural de España en Guatemala, CCE/G) — культурный фонд и арт-центр в городе Гватемала, основанный в 1956 году; является частью сети культурных центров Испанского агентства по международному сотрудничеству (AECID); являлся инициатором проведения в Гватемале фестиваля современной фотографии «Foto30»; управляет собственным выставочным залом — проводит временные художественные выставки, в том числе и произведений современного искусства, созданного авторами их Центральной и Южной Америки.

## История и описание
В 1956 году в городе Гватемала был создан институт «Instituto de Cultura Hispánica» (ICH), который на протяжении десятилетий являлся одним из самых активных культурных учреждений города. Созданный и финансировавшийся во времена режима Франко испанским министерством иностранных дел, он стал главным инструментом (консервативной) «культурной дипломатии» между Испанией и Гватемалой. В 1980 году ICH открыл свою штаб-квартиру на площади Plaza de España.
В период после 1980 года ICH приобрел известность в регионе — он продвигал экономические, культурные и социальные права жителей Гватемалы; в частности, им была создана правозащитная премию «Premio de la Verapaz» и литературная премия «Día de la Hispanidad», вручавшаяся за «приверженность демократизации страны». Многие из лауреатов погибли от рук представителей военизированных отрядов, активно действовавших в тот период в Гватемале — или эмигрировали. В том же году военные, правившие в стране, напали на дипломатическое посольство Испании и сожгли его — что привело к гибели 37 человек, включая испанских дипломатов и руководителей ICH. С возобновлением дипломатических отношений, в 1984 году, институт также возобновил свою деятельность — в 1990-х годах он издавал журнал «Encuentro».
В 2003 году, после долгих и сложных переговоров, ICH был трансформирован в современный Культурный центр Испании в Гватемале (Centro Cultural de España en Guatemala, CCE/G). Данная трансформация сопровождалось открытием новой штаб-квартиры; в XXI веке бюджет организации постепенно увеличивался, что позволило ему расширять свою деятельность — в частности, открыть ряд программ в гватемальской «глубинке». Кроме того, в апреле 2009 году было открыто новое культурное пространство «(Ex) Central». Активная гражданская позиция сотрудников центра, включая защиту прав представителей ЛГБТ в Гватемале, вызвал конфликте между центром и посольством Испании, полагавшим, что вопросы сексуального равенства и восстановления исторической памяти вступали в противоречие с дипломатическим статусом организации. В 2009 году острая фаза конфликта завершилась увольнением руководителя центра и 160 человек из его персонала — а также и к изменению программы мероприятий центра.
В июне 2013 года, в рамках обязательства по повторному использованию зданий в историческом центре города Гватемала, CCE/G переехал в одно из самых известных зданий в старой части города — в кинотеатр «Teatro-Cine Lux», построенный в стиле ар-деко в 1930-е годы. (В момент постройки это был самым современным и роскошным театр в стране, известный как «Дворец кино» — «Palacio del cine»). В рамках межкультурного диалога, центр продолжает проводить временные выставки произведений современного искусства: так, в сентябре-октября 2010 года он представил гватемальской аудитории работы художниц и фотографов Рейчел Мозман, Алессандры Сангинетти, Дианы Блок и Микаэль Коцци — в его стенах прошла их групповая выставка «Hacer la Historia, Familia desde la experiencia femenina».